# 杉形马尾杉
（Huperzia cunninghamioides）又名寬葉石松，为石松科石杉属下的一个植物种，分布於台灣山區與日本。

## 異名
- Phlegmariurus cunninghamioides
- Lycopodium cunninghamioides